# María Adela Baldi
María Adela Baldi (Retiro, Buenos Aires; 12 de enero de 1924 - Retiro, Buenos Aires; 5 de noviembre de 2020) fue una cocinera, escritora y conductora de televisión argentina, una de las pioneras cocineras en la televisión argentina.

## Carrera
Su madre era de descendencia vasco francesa y su padre, don Ángel Baldi, un célebre pastelero italiano que dirigió la academia culinaria Le Cordon Bleu Buenos Aires (allí incluso sería el profesor de doña Petrona C. de Gandulfo), y sería también quien introduciría a María Adela en los secretos de la cocina. Estudió violín durante varios años y luego en la Escuela Profesional N°7, donde también era profesor su padre, y comenzó dando clases de cocina a mujeres de la alta sociedad.
Debuta en televisión en 1960 con el programa Buenas tardes, mucho gusto con la conducción de Annamaría Muchnik, ciclo que le valió en 1960 un Premio Martín Fierro al Mejor programa hogareño. Luego de varios años trabaja en Bienvenidas por Canal 13. Compartió pantallas con grandes referentes de la cocina argentina como Petrona Carrizo de Gandulfo, Chichita de Erquiaga, Blanca Cotta y Choly Berreteaga.
Como columnista trabajó en las revistas Vosotras, Nuestros hijos, Mucho gusto y Labores, y durante más de una década llevó adelante la columna de recetas del Diario La Nación; escribió además los libros La cocina práctica y Aprender a cocinar: Manual práctico para la economía doméstica. Asimismo, en memoria de su padre, compiló sus recetas en el Libro de Cocina del Cordon Bleu.
Además de televisión, compartió su conocimiento gastronómico a través de la radio e incluso a través de internet. Durante años dio clases de cocina gratuitamente en la Iglesia del Socorro, donde también organizó sus Té de la Amistad, a beneficio de la parroquia.

## Televisión
- 1980: Bienvenidas.
- 1960/1982: Buenas tardes, mucho gusto.

## Obras
- La cocina práctica.
- Aprender a cocinar: Manual práctico para la economía doméstica.
- Libro de cocina del Cordón Blue 1960

## Fallecimiento
Falleció el 5 de noviembre de 2020 a los noventa y seis años, en Buenos Aires.